# Notonecta irrorata
Notonecta irrorata är en insektsart som beskrevs av Philip Reese Uhler 1879. Notonecta irrorata ingår i släktet Notonecta och familjen ryggsimmare. Inga underarter finns listade i Catalogue of Life.